# Dolomedes lateralis
Dolomedes lateralis är en spindelart som beskrevs av White 1849. Dolomedes lateralis ingår i släktet Dolomedes och familjen vårdnätsspindlar. Inga underarter finns listade i Catalogue of Life.